# 和平饭店

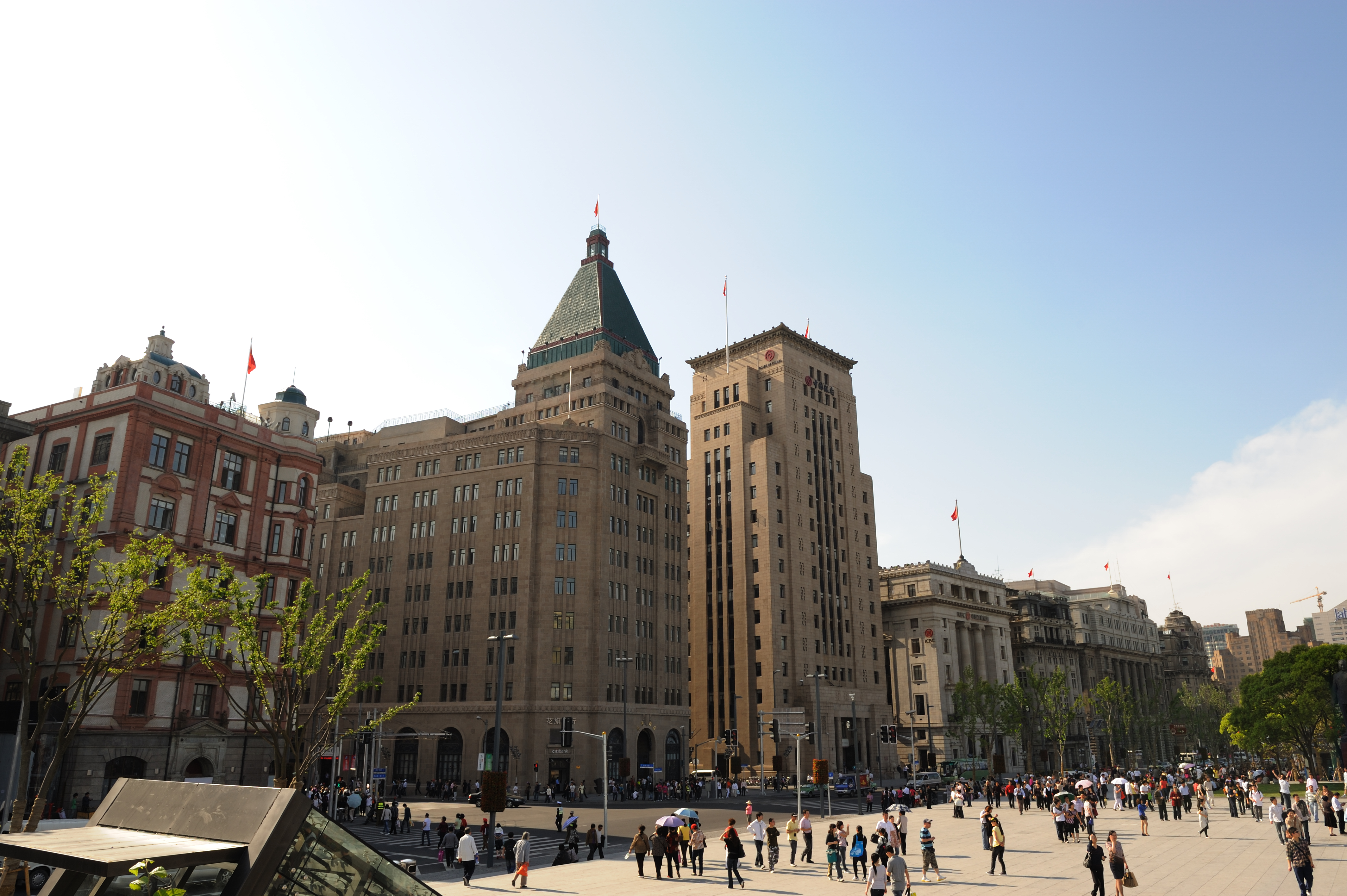
和平饭店是外滩建築群最突出建築物之一

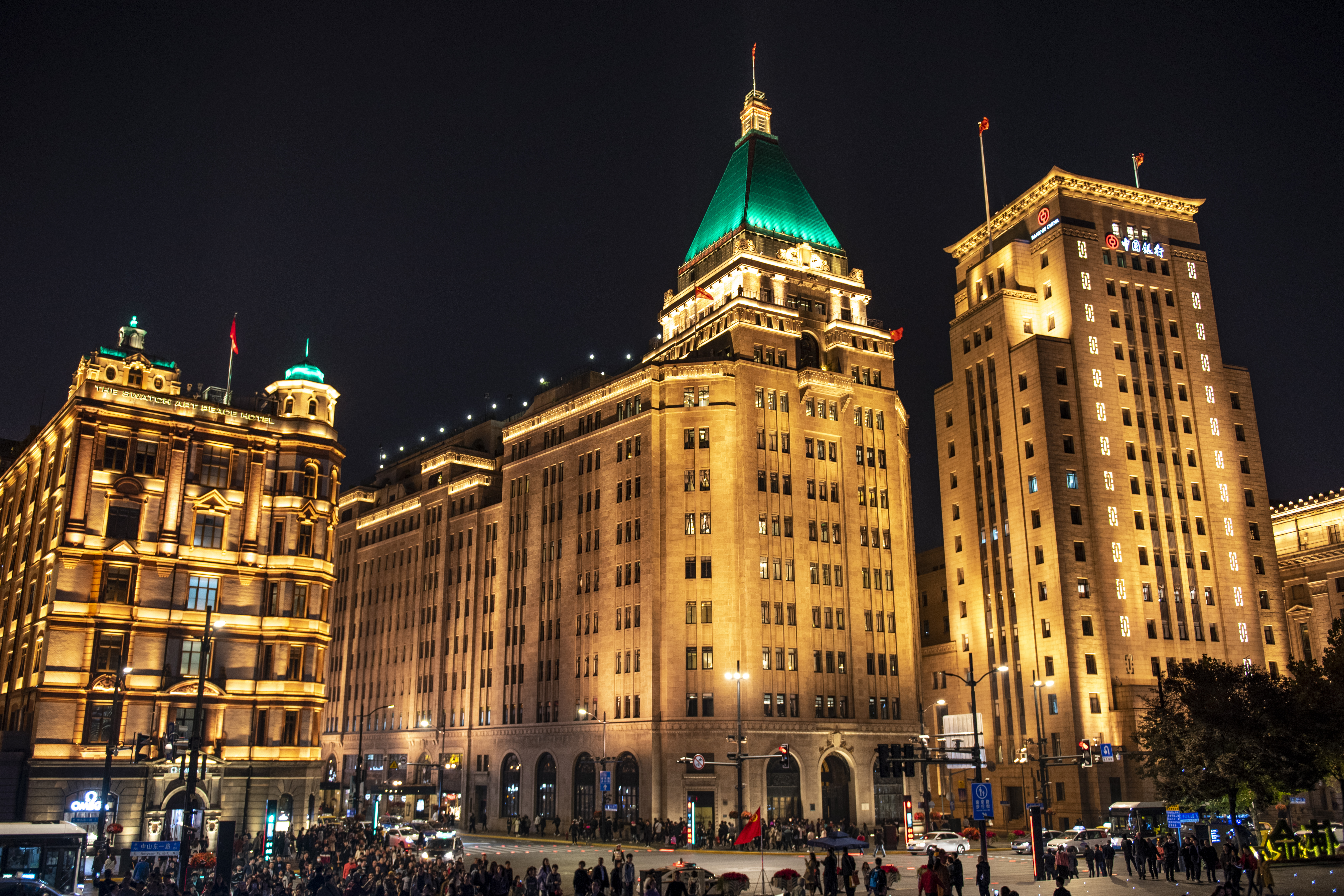
和平饭店夜景

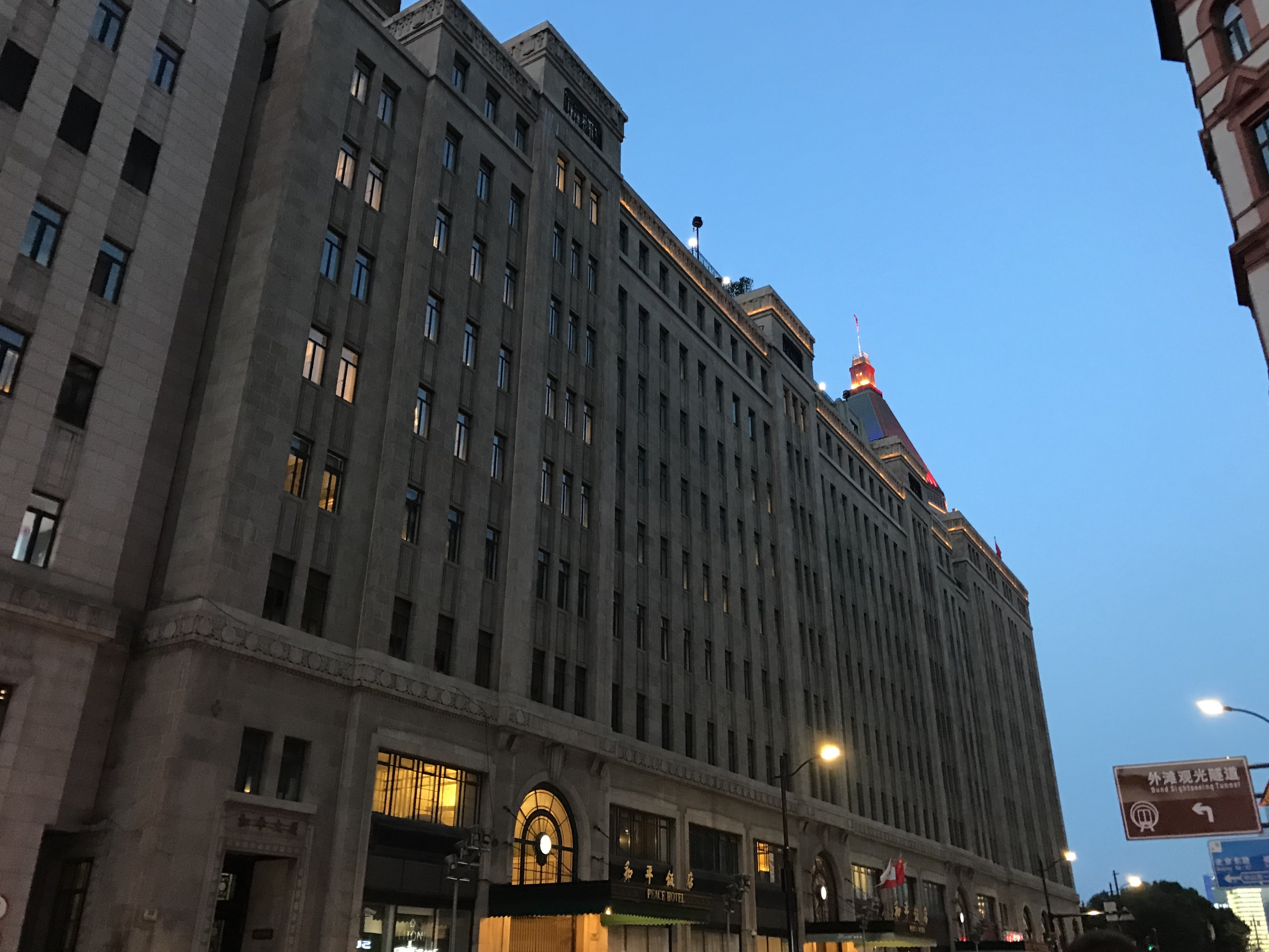
和平饭店向南京东路一面外牆

和平饭店（英語：Peace Hotel）是位于上海南京东路与外滩路口的一家饭店，其有南楼和北楼两栋历史建筑组成。饭店在1956年开业，接替原先已停业的华懋饭店继续使用沙逊大厦，即北楼。1965年原汇中饭店并入和平饭店，即南楼，地址分别为南京东路20号和23号。1965年至2010年之间，两座建筑共同作为“和平饭店”经营。1991年到1994年，和平饭店连续4个年度被评为“世界最著名饭店”，并至今仍是中国唯一一家被评为世界著名饭店的酒店。
2007年至2010年，两家饭店都经历整修和重组，2010年北楼的原华懋饭店作为加拿大费尔蒙酒店集团旗下“上海和平饭店”恢复营业，南楼原汇中饭店改为斯沃琪和平饭店艺术中心，主要对艺术家开放。目前，上海和平饭店共有270间客房，包括39间套房。而斯沃琪和平饭店艺术中心则在二和三楼有18间客房，在四楼有7间套房。
上海和平饭店的九国特色套房为其一特色，这九间套房每个房间的建筑风格都来自9个不同国家。此外，和平飯店老年爵士酒吧也是上海最负盛名的爵士乐队之一，成立于1980年，由7名年纪超过75岁的老人组织，每晚都会演奏二十世紀三、四十年代欧美爵士流行曲。

## 和平饭店北楼
位于南京东路北面的过去称为“北楼”，原名华懋饭店也称“沙逊大厦”，建于1929年，总高77米，共9层，地下有一层，临黄浦江一面则有13层，有装饰艺术的风格和芝加哥学派的哥特式风格。由英资新沙逊洋行下属的华懋地产建造，当时曾被称为“远东第一楼”。建筑委托公和洋行设计，华商新仁记营造厂承建，在1926年启建，并于1929年9月5日落成。它的19米高的墨绿色金字塔形铜顶多年来都是外滩的一个显著的标志。
2007至2010年，和平饭店北楼首次停业並进行一次修缮和扩建，2010年8月重新开业。2024年6月，和平饭店北楼外立面开启修复加固。

## 和平饭店南楼
位于南京东路南面的过去称为“南楼”，原称汇中饭店。其曾与礼查饭店同为租界内历史最悠久的外资旅馆。建筑由由玛礼逊洋行的建筑设计师高脱设计，1908年竣工，高6层、30米，建筑面积11607平方米，以砖木结构为主。建筑风格属于新文艺复兴式样，大面积白色面砖外墙，以红砖腰线分割，底层则为石砌外墙。

## 重要事件
和平饭店的前身华懋饭店曾经接待过众多国内外名流和重要团体。当时，来调查九一八事变的国际联盟调查团，就曾在结束东北的调查后，于1932年9月来沪入住华懋饭店。1909年诺贝尔物理学奖获得者、“无线电之父”马可尼，在1933年12月曾下榻华懋。1945年12月，美国特使乔治·卡特莱特·马歇尔上将来华，20日到上海后也下榻于华懋饭店的豪华套间中。除此之外，孙中山、宋庆龄、卓别林、萧伯纳、诺埃尔·考沃德等也曾在此就餐或入住。而诺埃尔·考沃德正是在这里完成了戏剧《私生活》的创作。
在和平饭店时期，英國女王伊利莎白二世、法國前總理密特朗、美國前總統罗纳德·里根、比尔·克林顿、布什、前奥委会主席萨马兰奇、巴西总统卢拉都曾到访、就餐或入住。此外，1998年10月，海峡两岸的第二次“汪辜会谈”也是在这里举行的。2001年，APEC会议在上海召开，各国领导人曾在此就餐。

## 酒店设施
上海和平饭店有供宴会及婚礼使用的和平厅，其是是和平饭店最大的宴会厅，位于8楼。酒店还设有蔚柳溪水疗中心和健身中心供住客进行水疗理疗和健身。此外，酒店共有6间餐厅和酒吧，如上海特色餐厅龙凤厅、爵士吧、华懋阁西餐厅及观景露台、Cin Cin 吧、茉·莉酒廊以及维克多咖啡厅。

## 圖片
- 左为和平饭店南楼，右为北楼
- 和平饭店夜景，左为和平饭店南楼，中为北楼
- 和平饭店北楼（沙逊大厦），今上海和平饭店
- 2002年9月的和平饭店北楼
- 沙逊大厦的全国重点文物保护单位标志
- 和平饭店南楼（汇中饭店），今斯沃琪和平饭店艺术中心
- 和平飯店的爵士乐团

## 交通
- 上海轨道交通
  - 2号线、10号线︰南京東路站